# Calle de Arlabán
La calle de Arlabán es una breve vía del distrito Centro de Madrid, en el barrio de las Cortes y muy cerca de la Puerta del Sol. Discurre en sentido oeste-este entre la calle de Sevilla y la calle de Cedaceros. Antes se llamó callejón de los Gitanos, hasta que en el siglo xix se le puso el nombre que conmemora la batalla de Arlabán, ocurrida en 1835, durante la Primera Guerra Carlista.

## Historia
Conocida popularmente como la calle de los Gitanos por hallarse allí, según Fernández de los Ríos «un aduar de gitanos que vivían en cuevas», o como relata Pedro de Répide, el paraje descampado donde antiguamente «acampaban aquellas gentes nómadas». Explica también Répide que –ya en el primer tercio del siglo xx– no admitía esta estrecha vía el paso de carruajes, y describe en su crónica su «especial aspecto por los colmados en ella establecidos y la vecindad de la torería ambulante» (de lo que parece deducirse que los toreros heredaron el gusto de las «gentes nómadas»).
Quizá buscando esa clientela étnica, y en ese periodo de comienzos del siglo xx, el lutier Manuel Ramírez montó su ‘colmado artesano’ (guitarrería) en los números 10 y 11 de esta calle. En aquel local, al parecer fue visitado en 1912 por un joven Andrés Segovia, a quien, el constructor, impresionado por el virtuosismo del guitarrista, decidió regalar el instrumento que quería alquilar. Aquella guitarra, quizá envuelta en cierta leyenda, acompañó al maestro Segovia a lo largo de su vida, y es una de las que se conservan en el Museo Metropolitano de Nueva York, donadas por la viuda del guitarrista, Emilita Segovia.
En este contexto hay que situar también los «históricos» colmados “La Concha”, “El Cortijo”, “Las Cancelas”, “El Patio” y “Casa Parrita”, que José Blas Vega estudia y rememora en su obra El flamenco en Madrid.

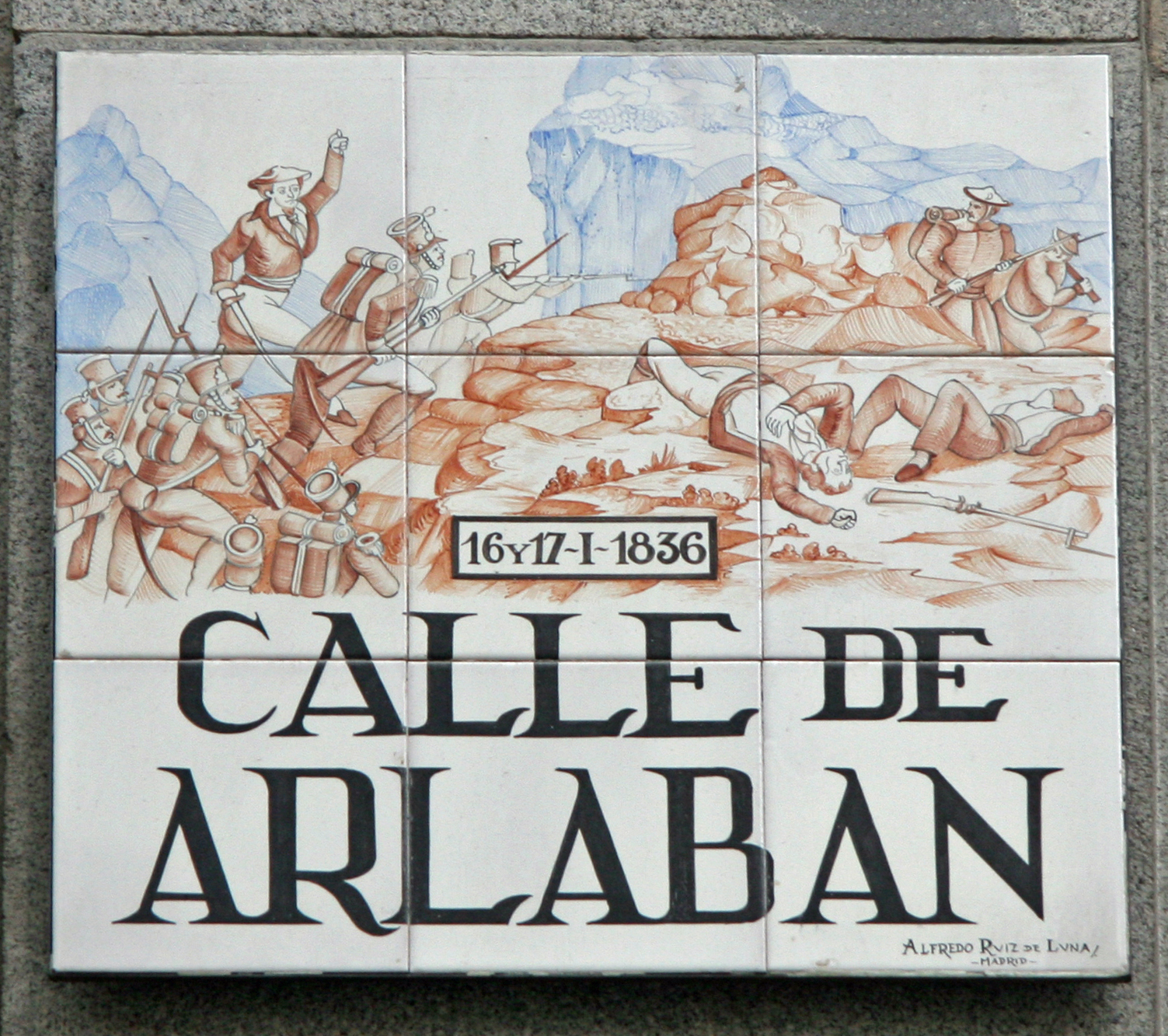
Placa cerámica de la calle de Arlabán, por Alfredo Ruiz de Luna.

Tuvo también esta calle una fuente del viaje de la Castellana.

## En la literatura
Ya con el nombre de Arlabán, aparece esta calle recoleta del centro de Madrid en la novela Mala hierba de Pío Baroja, en la trilogía La lucha por la vida, publicada en 1904:

Unos días después de esta conversación, Manuel, al salir del Círculo y encontrarse con Vidal sintió la necesidad de hablarle del malestar que experimentaba con aquella vida. Vidal estaba también aquella noche de humor triste, e hizo lamentables confidencias a Manuel.
Fueron a un teatro, pero no había gente; entraron en un café, y después de pasear con una noche horrible de frío, Vidal propuso que entraran a tomar algo en casa de la Concha, en la calle de Arlabán.
Manuel no quería, porque no tenía ganas de comer ni de nada; pero a remolque entró en la taberna. Hacía dentro mucho calor, y esto les reanimó a los dos; se sentaron y Vidal pidió unas copas y luego unas chuletas.
Pio Baroja (La lucha por la vida II. Tercera parte)